# FCサリュート・ベルゴロド
FCサリュート・ベルゴロド（ロシア語: Футбольный клуб Салют Белгород、英語: Football Club Salyut Belgorod）は、ロシア・ベルゴロド州、ベルゴロドを本拠地としていたサッカークラブである。2014年に解散した。

## 歴史
クラブは1960年に設立された。
クラブ名遍歴
- Tsementnik (Cement Worker) (1960–61)
- Spartak (1964–69)
- Salyut (Salute) (1970–91) and (1993–95)
- Energomash (Power Machine Building) (1991–92)
- Salyut-YUKOS (1996–99)
- Salyut-Energia (2000–09)
- Salyut (2010-)[1]

1960年から1961年までTsementnikはソビエト連邦ファーストリーグ(2部)でプレーをした。1964年にチームは再編成され、名称をスパルタクと変え始動を開始した。 1968年にスパルタクは、クラスBで2位となりクラスA、グループ2に昇格した。1971年、リーグが再編され、サリュートはソビエト連邦セカンドリーグ(3部相当)で1989年まで属した。 1990年と1991年はソビエト連邦セカンドリーグBで果たした。 
1992年、Energomashはソビエト連邦の崩壊で新たに形成されたロシア・ファーストディビジョン(2部相当)に組み込まれたが、1992シーズンは16位に終わり、3部に降格した。1993年は3部リーグのゾーン2で優勝をしたが昇格を拒否した。1995年、サリュートはシーズンを18位で終え4部リーグに降格したが、1年後に優勝を果たして3部に復帰した。名称をサリュート-ユコスに変えてから3年後、アマチュア・フットボールリーグに降格。 2000年、アマチュアリーグで優勝をしてプロサッカーリーグ(3部)への昇格を獲得した。2005年、チームは3部リーグ(中央)で優勝をしてファーストディビジョンに昇格した。 2010年にチームは17位で終え、3部に降格。 2014年2月14日、ロシア・ナショナル・フットボールリーグからの離脱を公式に表明した。

## 歴代所属選手
- /  アレクセイ・ポリャコフ 1993-1994
- セルゲイ・リジコフ 1999-2001
- ヨヴァン・タナシイェヴィッチ 2010
- イグナス・デドゥラ 2010
- ユリス・ライザンス 2010